# Ramulus phalangodes
Ramulus phalangodes är en insektsart som först beskrevs av Bates 1865.  Ramulus phalangodes ingår i släktet Ramulus och familjen Phasmatidae. Inga underarter finns listade i Catalogue of Life.